# Peraugymnasium
Das Peraugymnasium ist ein Unter- und Oberstufengymnasium in der Villacher Innenstadt. Es ist mit rund 1200 Schülern und 110 Lehrkräften das zweitgrößte und älteste Villachs.

## Geschichte
Der Bau des Gymnasiums nach Plänen des Architekten Josef Horky begann im Jahr 1869. Der Westflügel des Gebäudes wurde 1872 fertiggestellt, jedoch wurde schon zuvor in einer provisorisch eingerichteten Klasse in einem Gasthaus der Unterricht aufgenommen. Bis zum Jahr 1909 war das Peraugymnasium ein reines Knabengymnasium. Als Mädchen zum Unterricht zugelassen wurden, stieg ihre Anzahl innerhalb weniger Jahre deutlich, worauf man das Gymnasium ausbauen musste. Der erbaute Osttrakt stand aber bis 1961 nur als Volks- und Sonderschule zur Verfügung. In jenem Jahr wurde der Osttrakt zum Mädchengymnasium umfunktioniert. 1978 wurde wegen Raumnot das Gebäude wieder ausgebaut; es bekam einen Turnsaal und eine Sportanlage. Bei einem weiteren Umbau 1982 wurde am 4. Oktober bei Bauarbeiten ein Brand ausgelöst, der Teile der Schule verwüstete. 1984/85 wurde der Bau des gesamten Südflügels abgeschlossen. Die Schule hatte nun ihren charakteristischen Innenhof.
2008/09 wurde erneut wegen Raummangels ein zusätzlicher Trakt geschaffen. Im Innenhof wurde ein schwarzer Glaskubus geschaffen, der eine Modernisierung und einen Kontrast zum Altbau symbolisieren soll. Dem Peraugymnasium stehen nun sechs neue Klassenzimmer und ein Aufenthaltsraum zur Verfügung. Im Zuge des Baus werden noch immer in der gesamten Schule kleinere Modernisierungen durchgeführt, die Turnsäle erneuert und die gesamte denkmalgeschützte Fassade restauriert.

## Leitung
| von  | bis  | Name               | Anmerkung       |
| ---- | ---- | ------------------ | --------------- |
| 1869 | 1881 | Johann Krassnig    |                 |
| 1881 | 1884 | Jakob Rappold      |                 |
| 1884 | 1907 | Andreas Zeehe      |                 |
| 1907 | 1910 | Gottfried Flora    |                 |
| 1910 | 1924 | Eugen Giannoni     |                 |
| 1924 | 1926 | Ägyd Sonnleitner   | (provisorisch)  |
| 1926 | 1927 | August Mayr        |                 |
| 1927 | 1930 | Heinrich Großmann  | (provisorisch)  |
| 1930 | 1938 | Hermann Pointner   |                 |
| 1938 | 1945 | Friedrich Scheide  | (kommissarisch) |
| 1945 | 1970 | Karl Henhapl       |                 |
| 1970 | 1970 | Werner Janisch     | (provisorisch)  |
| 1970 | 1974 | Herbert Kowatsch   |                 |
| 1974 | 1975 | Hans Fischer       | (provisorisch)  |
| 1975 | 1996 | Othmar Griesser    |                 |
| 1996 | 1997 | Wilfried Ferrigato | (provisorisch)  |
| 1997 | 2010 | Christoph Zebedin  |                 |
| 2010 | 2019 | Herwig Hilber      |                 |
| 2019 | 2020 | Franz Petautschnig | (provisorisch)  |
| 2020 |      | Felix Kucher       |                 |

## Partnerschulen
- Liceo Scientifico Statale „Michelangelo Grigoletti“ in Pordenone, Italien (seit 1991)
- Collège Emile Zola in Suresnes, Frankreich (seit 1993)
- St. Alban’s Catholic High School in Ipswich, England (seit 1997)
- Franz-Ludwig-Gymnasium in Bamberg, Deutschland (seit 2018)[9]

## Bekannte Absolventen
- Bernhard Bieche, Chefredakteur des ORF-Landesstudios Kärnten[1]
- Carl-Heinz Birnbacher, Marineoffizier, zuletzt Konteradmiral der Bundesmarine
- Hans Bischoffshausen, Künstler[1]
- Peter Brabeck-Letmathe, Nestlé-Präsident[1]
- Michael Bünker, ehem. Bischof der Evangelischen Kirche[1]
- Walter Felsenstein, Regisseur und Intendant[10]
- Nikolaus Fheodoroff, Komponist und Intendant[10]
- Ulrich Gäbler, evangelischer Theologe
- Bruno Gironcoli, Bildhauer[1]
- Reinhard Heinisch, Politikwissenschaftler
- Martin Hitz, Informatiker und Vizerektor der Universität Klagenfurt[10]
- Manfred Jochum, ORF-Hörfunkintendant[10]
- Klaus Karlbauer, Komponist
- Rudolf Kattnigg, Komponist
- Michael Martin Kofler, Flötist[10]
- Cornelius Kolig, Bildender Künstler[1]
- Konrad Paul Liessmann, Philosoph[1]
- Peter Löscher, Siemens-Manager[1]
- Johann Maier, Judaist[10]
- Hanno Millesi, Chirurg[1]
- Paul Oberhammer, Jurist und Dekan des Wiener Juridicums[10]
- Gernot Piccottini, Archäologe[10]
- Albert Quendler, Filmregisseur[1]
- Manfried Rauchensteiner, Historiker und Museumsdirektor[10]
- Harald Rindler Mathematiker[10]
- Robert Schöffmann, Künstler[1][11]
- Uli Scherer, Jazzpianist und Komponist[10]
- Gerd Schuller, Film- und Werbemusiker[1]
- Sebastian Schuschnig, Politiker
- Rudolf Spitaler, Astronom und Klimatologe[10]
- Alexander Telesko, Kabarettist („Der Apotheker“ beim Villacher Fasching)[1]
- Martin Traxl, Kulturjournalist[1]
- Paul Watzlawick, Philosoph und Psychotherapeut[1]
- Günther Winkler, Jurist[10]
- Robert Woelfl, Schriftsteller

## Veranstaltungen
Traditionelle alljährliche Veranstaltungen des Peraugymnasiums sind:
- Der Ball der Villacher Gymnasien ist ein Maturaball, der seit 2015 im Casineum Velden stattfindet und gemeinsam mit dem BG/BRG Villach St. Martin zelebriert wird.[12]
- Die Maturafeier in der Burgruine Finkenstein.
- Entweder ein Fußballspiel am schuleigenen Sportplatz oder ein Eishockeyspiel in der Villacher Stadthalle der Maturanten gegen eine Auswahl an Sportlehrern.
- Ein Informationsabend für alle Volksschüler, die sich für die Schule interessieren oder anmelden wollen.